# 金日成

金日成の肖像（1960年代に撮影）。

金日成（きん にっせい、キム・イルソン、朝: 김 일성、英: Kim Il-sung、1912年〈明治45年/主体元年〉4月15日 - 1994年7月8日）は、朝鮮民主主義人民共和国（北朝鮮）の政治家、軍人、革命家、独裁者。同国初代最高指導者（1948年9月9日 - 1994年7月8日）。称号は朝鮮民主主義人民共和国大元帥、朝鮮民主主義人民共和国英雄（3回受章しており「三重英雄」と称される）。北朝鮮の最高指導者に就任してから死去するまで権力を握り続け、死後は「永遠なる主席」に位置付けられた。

## 概要
先祖は、現在の全羅北道・全州出身。本貫全州金氏。
満洲一帯において抗日パルチザン活動に部隊指揮官として参加し、第二次世界大戦後は朝鮮半島北部に朝鮮民主主義人民共和国を建国した。以後死去するまで最高指導者の地位にあり、1948年から1972年までは首相、1972年から死去するまで国家主席を務めた。死後の1998年に改定された憲法では「永遠の主席」とされ、主席制度は事実上廃止された。
また、同国の支配政党である朝鮮労働党の党首（1949年から1966年までは中央委員会委員長、1966年以降は中央委員会総書記）の地位に結党以来一貫して就いていた。遺体はエンバーミングを施され、平壌市内の錦繍山太陽宮殿（旧国家主席宮殿）に安置されている。

## 姓名と呼称
出生名は金成柱（きん せいちゅう、キム・ソンジュ、朝鮮語: 김성주）である。「ソンジュ」という漢字音に従って「聖柱」または「誠柱」と表記した資料もある。活動家となって以後は「金一星」（きん いっせい、キム・イルソン、김일성）と名乗り、さらに「金日成」（朝鮮語発音は「金一星」と同じキム・イルソン）と改名した。「日成」は、本格的に抗日パルチザン活動に参加した1932年ころから使い始めた号（称号）である。
同国の公式伝記では当初同志たちが彼に期待を込めて「一星」の名で呼んでいたが「星では足りない、太陽とならなければならない」ということで「日成」と呼ぶようになったという。
日本では、かつては「きん・にっせい」と日本語の音読みで呼んでいたが、1980年代以降は漢字表記のまま「キム・イルソン」と朝鮮語読みされることが増えた。なお、NHKでは「キム・イルソン」と片仮名で表記することを基本としている。

## 経歴

### 出生
1912年4月15日、平壌西方にある万景台（マンギョンデ）に金亨稷の長男として誕生する。母の康盤石はキリスト教徒であり、外祖父の康敦煜はキリスト教長老会の牧師であった。抗日派もしくはそのシンパであったためか、金亨稷は1919年3月1日の独立運動（三・一独立運動）の翌年に金日成を連れて南満洲（中国東北部）に移住した。
金日成は満洲の平城の小学校で学んだ後、1926年に満洲の民族派朝鮮人独立運動団体正義府が運営する軍事学校の華成義塾に入学した。正義府の幹部には池青天がおり、華成義塾は数年前に現役日本軍将校だった青天や金擎天が教官を務めた新興武官学校の流れをくむ学校である。しかし、金日成はここを短期間で退学した。この前後に父の亨稷が没している。なお、亨稷は正義府に関係していたとされる。
父親が没した後、金日成は中華民国・吉林省吉林市の中国人中学校である毓文中学校に通い、そこで他の学生とともに本格的にマルクス・レーニン主義に触れ、教師で中国人共産主義者の尚鉞に強い影響を受け、共産主義の青年学生運動に参加したことで中学校退学を余儀無くされた。

### 中国共産党入党
金日成が最初に参加した抗日武装団は、在南満洲の朝鮮人民族派・朝鮮革命軍のうち、李鐘洛率いる左派の一団だった。1930年、中国共産党から派遣された朝鮮人運動家・呉成崙（全光）が、コミンテルンの一国一党の原則に基づいて李鐘洛部隊に入党を勧めたが、李鐘洛側は断ったため、金日成もこの時点では入党しなかったものと推測されている。金日成の中国共産党の入党は1932年・1933年とするものと、2つの記録が中国共産党側の史料に残っている。親友で中国人の張蔚華とともに1932年に入党したともされている。これ以降、金日成は、中国共産党が指導する抗日パルチザン組織の東北人民革命軍に参加し、さらには1936年から再編された東北抗日聯軍の隊員となるに至った、とされる。
東北人民革命軍は中国革命に従事するための組織であったために朝鮮独立を目指す潮流は排除されがちだった。朝鮮人隊員はしばしば親日派反共団体である民生団員であるというレッテルを貼られて粛清された。後に、同じく親日派反共団体である協助会の発足とその工作により粛清は激化した（民生団事件）。
当時の金日成について、中国共産党へは「信頼尊敬がある」という報告があった一方で「民生団員だという供述が多い」という内容の報告が複数なされていた。それにも関わらず金日成は粛清を免れて、東北抗日聯軍においては第一路軍第二軍第六師の師長となった。東北人民革命軍時代の金日成の功績としては、人民革命軍が共闘し、内部に党員を送り込んで取り込もうとしていた中国人民族派抗日武装団・救国軍の隊員から信頼を得ていたことを、中共側資料はあげている。

### 抗日パルチザン活動
1937年6月4日、金日成部隊である東北抗日聯軍（連軍）第一路軍第二軍第六師が朝鮮咸鏡南道の普天堡（ポチョンボ）の町に夜襲をかけた事件（普天堡の戦い）を契機に、金日成は名を知られるようになった。国境を越えて朝鮮領内を襲撃して成功した例は稀有だったこと、それが大きく報道されたこと、日本官憲側が金日成を標的にして「討伐」のための宣伝を行い多額の懸賞金をかけるなどしたことが、金日成を有名にしたともいわれるが、賞金額は第一路軍首脳部の魏拯民、呉成崙には三千円、襲撃実績があった現場指揮官の金日成、崔賢に一万円で、金日成が一人突出していたわけではない。
また、この普天堡襲撃は在満韓人祖国光復会甲山支部（後の朝鮮労働党甲山派）の手引きによって成功したもので、祖国光復会を中心になって組織したのは呉成崙だった。しかし北朝鮮の金日成伝では、「祖国光復会は金日成将軍が発意して宣言と綱領を発表し、会長を務めていた」と、呉の業績をそのまま金日成のものにしてしまっている。
その後、日本軍は東北抗日聯軍に対する大規模な討伐作戦を開始した。咸興（かんこう、ハムン）の第19師団第74連隊に属する恵山（けいざん、ヘサン）鎮守備隊（隊長は栗田大尉だったが、後に金仁旭少佐に替わる）を出撃させ、抗日聯軍側に50余名の死者を出し退散させた。その後、抗日聯軍は1940年3月11日に安図県大馬鹿溝森林警察隊を襲撃。死傷者各2名の損害を与え、金品2万3千円を略奪。苦力およそ140名を拉致。2日後、拉致者のうち25名（日本人1名、朝鮮族13名、満洲人9名、白系ロシア人2名）を釈放。残りの拉致人質70名あまりを伴って逃走を続けたため、満洲警察・前田隊の追うところとなったが、逆に前田隊を待ち伏せして襲撃した。この襲撃による前田隊の損害は140名のうち日本側資料で戦死者数58名、戦傷者27名、行方不明9名。北朝鮮側資料では戦死者数120名とされている。このとき、前田隊の隊員はそのほとんどが練度の低い朝鮮人によって構成されていたため、隊の損害のほとんどを朝鮮人が占めた。
このとき金日成部隊は200余名のうち31名の戦死者を出している。
重村智計は、普天堡の戦いは北朝鮮が喧伝しているよりもっと小規模であり、東北抗日聯軍も中国抗日軍との連合軍であったことを指摘している。

### ソ連への退却

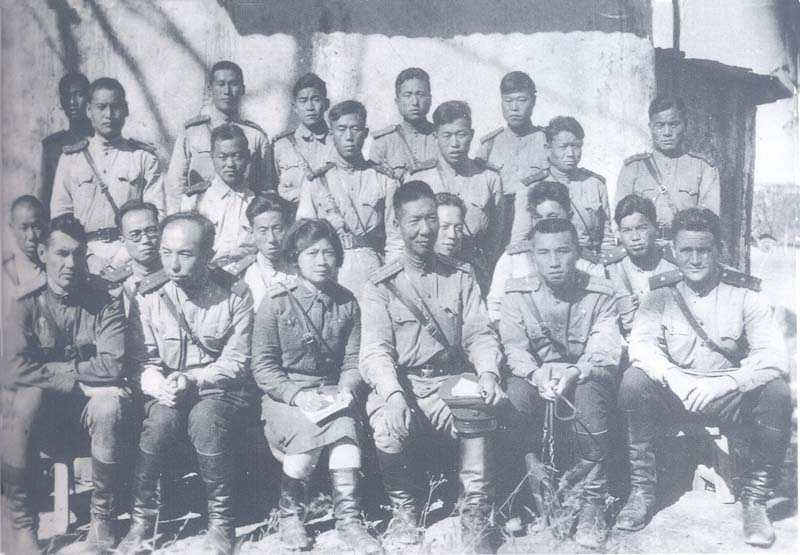
1943年10月5日、第88旅団幹部合影。前列右から2人目が金日成、3人目が周保中。

しかし日本側の巧みな帰順工作・討伐作戦により、東北抗日聯軍は消耗を重ねて壊滅状態に陥って小部隊に分散しての隠密行動を余儀無くされるようになった。1940年の秋、金日成は党上部の許可を得ないまま、独自の判断で生き残っていた直接の上司・魏拯民を置き去りにし、十数名ほどの僅かな部下と共にソビエト連邦領沿海州へと逃れた。
ソ連に越境した金日成はスパイの容疑を受けてソ連国境警備隊に一時監禁される。その後東北抗日聯軍で金日成の上司だった中国人の周保中が彼の身元を保証して釈放される。1940年12月のハバロフスク会議を経て、金日成部隊は周保中を旅団長とするソ連極東戦線傘下の第88特別旅団に中国人残存部隊とともに編入され、金日成は第一大隊長（階級は大尉）となった。彼らはソ連ハバロフスク近郊の野営地で訓練・教育を受け、解放後には北朝鮮政府の中核となる。

### 帰国後、指導者へ

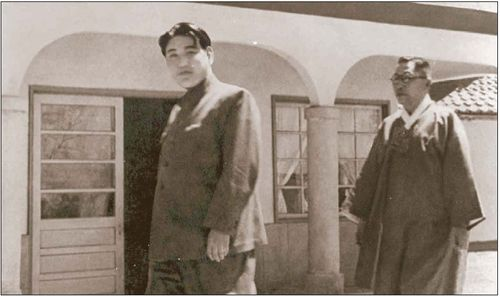
金九と（1948年頃）

1945年8月、ソ連軍が北緯38度線以北の朝鮮半島北部を占領した。金日成は9月19日にウラジオストクからソ連の軍艦プガチョフに搭乗して元山港に上陸し、ソ連軍第88特別旅団の一員として帰国を果たした。同年10月14日に平壌で開催された「ソ連解放軍歓迎平壌市民大会」において、金日成は初めて朝鮮民衆の前にその姿を現した。
金日成はアメリカ統治下の南部に拠点を置き、朴憲永に率いられている朝鮮共産党からの離脱を目指していく。
1945年10月10日には平壌に朝鮮共産党北部朝鮮分局が設置され、12月17日の第3回拡大執行委員会において金日成が責任書記に就任。10月10日は朝鮮労働党創建記念日となっている。
1946年5月には北部朝鮮分局を北朝鮮共産党と改名し、同年8月末には朝鮮新民党と合併して北朝鮮労働党を創設し、金枓奉が党中央委員会委員長、金日成が副委員長に就任した。
ソ連占領下の朝鮮半島北部では、暫定統治機関として1946年2月8日に北朝鮮臨時人民委員会が成立し、金日成がソ連軍政当局の後押しを受けて、委員長に就任した。3月1日、平壌での集会上で日本のスパイ又は反動分子とされる人物に手榴弾を投擲されるが、ソ連兵の護衛により一命を取り留めた（ただし事件自体の客観的な証拠が乏しく、プロパガンダの一環であるという説もある)。
翌年2月22日には北朝鮮臨時人民委員会は半島北部の臨時政府として北朝鮮人民委員会に改組され、金日成が引き続き委員長を務めた。
このように、金日成はソ連当局の支援を受けて北朝鮮の指導者となっていったが、金日成派は北朝鮮政府および北朝鮮国内の共産主義者のなかでは圧倒的な少数派であり、弱小勢力であった。この点は1970年代に至るまで金日成を苦しめた。金日成個人が信任できる勢力が弱小であることは、初めは絶え間なく党内闘争を引き起こしては勝ち抜かなければならない要因となり、後には大国の介入におびえなければならない要因となった。その後第一次インドシナ戦争でベトナムを支援した。
ソ連は朝鮮半島の統一を望まず、アメリカもまた朝鮮半島の分断を容認した。1948年に入り、アメリカ占領下の南朝鮮で単独選挙が実施され、8月15日に大韓民国が成立すると、ソ連占領下の北朝鮮でも国家樹立への動きが高まっていった。9月9日、朝鮮民主主義人民共和国が建国され、金日成は首相に就任した。さらに翌1949年6月30日、北朝鮮労働党と南朝鮮労働党が合併して朝鮮労働党が結成されると、その党首である中央委員会委員長（1966年10月12日より総書記）に選出された。

### 朝鮮戦争

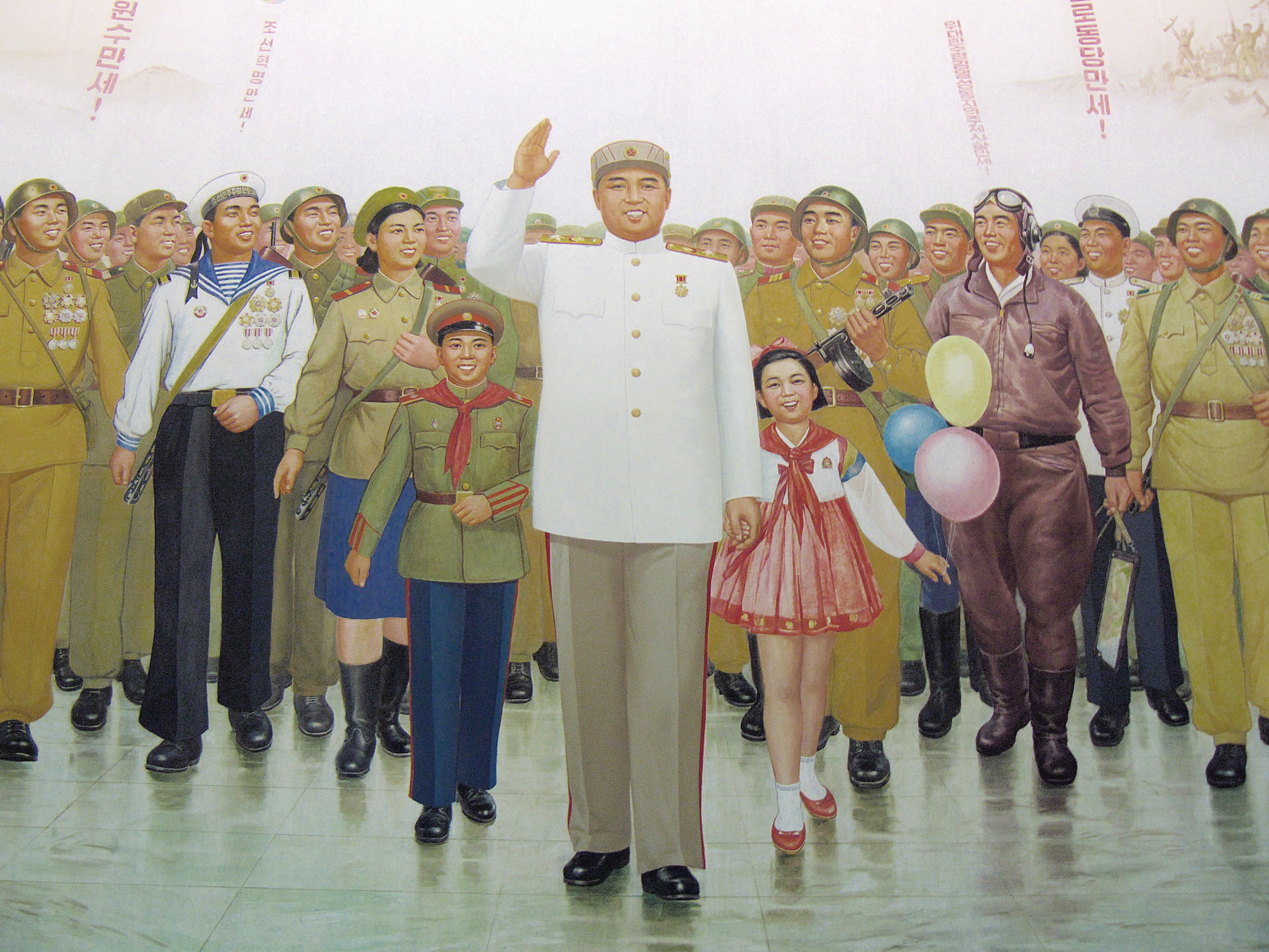
金日成を指揮官として称える壁画

1950年6月25日、北朝鮮軍は38度線を越えて南側に侵攻し、朝鮮戦争が始まった。北朝鮮軍の南進の理由については、冷戦終結後に秘密が解除されたソ連の資料から、戦争はアメリカとの冷戦において勝機を得ようとしたソ連の同意を取り付けた金日成が、中国と共同で周到綿密に準備し、満洲という地域を罠として、アメリカをそこに引き入れようとする国際謀略として企図された北朝鮮による侵略であることが明らかとなった。
当初、北朝鮮軍が朝鮮半島全土を制圧するかに見えたが、朝鮮人民軍は侵攻した地域で民衆に対し虐殺・粛清などを行ったため、民衆からの広範な支持は得られず期待したような蜂起は起きなかった。また、ソウル会戦において猛攻を続けていたはずの北朝鮮軍が突如として三日間進軍を停止するなど、謎の行動を取った。この進軍停止の理由は、一説によると、南朝鮮の農民たちの蜂起を期待していたためともいわれる。しかしこの時間を使って、総崩れとなっていた韓国軍は体制を立て直した。
9月15日、アメリカ軍が仁川上陸作戦を開始すると、北朝鮮軍は一転して敗走を重ねるようになった。開戦直後の7月4日に朝鮮人民軍最高司令官に就任していた金日成は自分の家族（祖父母、子供2人（金正日・金敬姫兄妹））を疎開させた後、10月11日に平壌を脱出し、中華人民共和国の通化に事実上亡命した。
10月25日に中華人民共和国が中国人民志願軍（抗美援朝義勇軍）を派兵したことによってアメリカ軍を押し戻した。しかし、中国人民志願軍および朝鮮人民軍は中朝連合司令部の指揮下に置かれた。中朝連合軍の彭徳懐司令官は朝鮮労働党延安派の朴一禹を副司令官に任命し、金日成が直接指揮できる軍は限られた。
その後、戦局は38度線付近で膠着状態に陥り、休戦交渉が本格化した。1953年2月7日、最高人民会議常任委員会政令により、「朝鮮戦争における指揮・功績」を認められ、朝鮮民主主義人民共和国元帥の称号を授与。同年6月には休戦が成立し、平壌に帰還した。

### 粛清

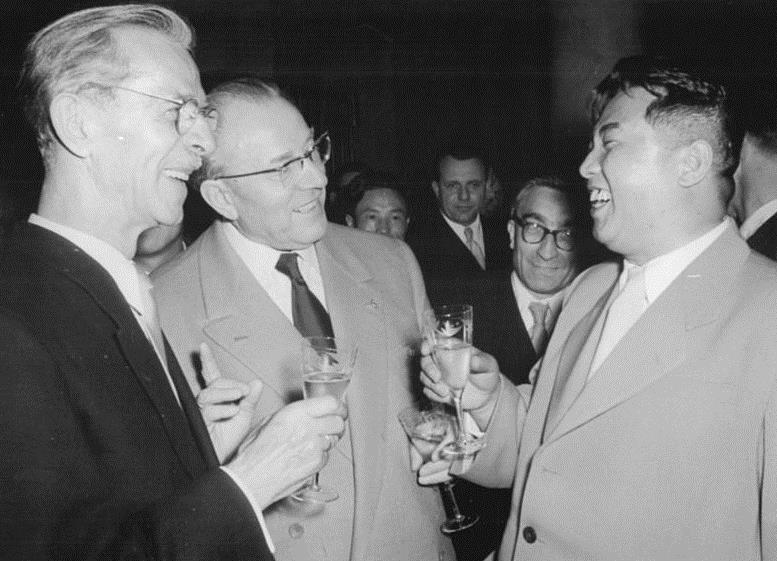
オットー・グローテヴォールらと談笑する金日成（1956年）

#### 反満洲派の粛清
金日成派は満洲派とも呼ばれる東北抗日聯軍出身者たちである。彼らは他の派閥以上に徹底した団結を誇った。満洲派はかつて中国共産党のパルチザンとソ連軍に加わった成り立ちから、植民地時代から朝鮮で活動していた国内派よりも、当初は延安派やソ連派と友好的であり、金日成と満洲派は、まず国内派の粛清を開始した。朝鮮戦争休戦直後には朴憲永をリーダーとする南労派（国内派の主流と目された一派。ソウルを中心に活動していた）を「戦争挑発者」として有力者を逮捕・処刑した。延安派とソ連派は南労派の粛清を黙視していたが、その後共同して金日成の批判を試みるもその報復で自らも粛清されるに至った（8月宗派事件）。さらに満洲派は南労派や延安派の残存勢力を排除する運動を数度に渡って展開した。一連の過程でソ連派も排除され、多くのソ連派の幹部はソ連に帰国した。一方で1961年にソ連とソ朝友好協力相互援助条約、中華人民共和国とは中朝友好協力相互援助条約を結んで軍事同盟関係を築くことで中ソとの決定的対立は回避した。
1967年5月には国内北部で活動していた朴金喆ら甲山派なども粛清し、満洲派が主導権を握るに至った。この頃までに満洲派の中からも金策の変死事件が起こるなどしている。その結果、「朝鮮労働党初代政治委員で生き延びたのは、金日成以外では皆無」と言われるほどの粛清となった。

#### 満洲派内部の粛清
1969年以降、満洲派内部においても、金昌奉、許鳳学、崔光（1977年に復帰）、石山、金光侠らが粛清された。1972年には憲法が改正され、金日成への権力集中が法的に正当化されたが、それ以降も粛清が継続され、金日成の後妻の金聖愛（1993年に復帰するが翌年以降再び姿を消す）、実弟の金英柱（1975年に失脚、1993年に国家副主席として復帰）、叔父の娘婿（義従兄弟）の楊亨燮（1978年に復帰）など身内にも失脚者が出た。1977年には国家副主席だった金東奎が追放され、後には政治犯収容所へと送られた。
金日成の独裁体制が確固なものとなった1972年以降は、金日成派の執権を脅かす要素が外部からは観察できない。それでもなお、忘れた頃に小規模ながらも粛清が展開されている。これらの粛清が何を目的としたものかは不明である。全体主義体制の整理であるとする立場、満洲派から金日成個人への権力集中過程だとみなす立場、金正日後継体制の準備であるとする立場など無数の見方があるが、いずれの立場にとっても決定的な論拠となる情報を入手出来ないのが実情である。

### 独裁体制の確立

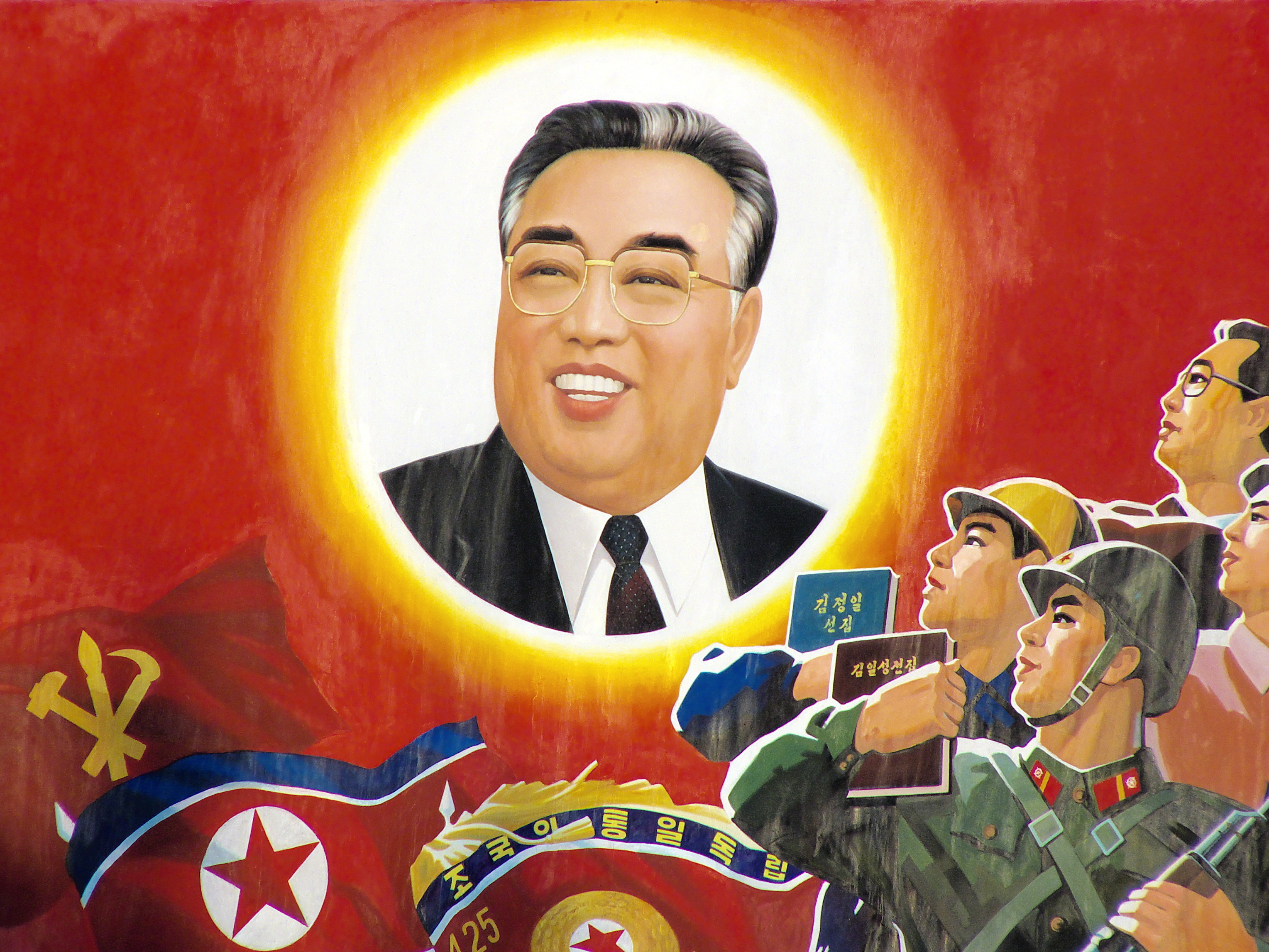
金日成を讃えるプロパガンダ・ポスター

金日成はスターリン型の政治手法を用いて、政治的ライバルを次々と葬った。1950年代のうちに社会主義体制（ソ連型社会主義体制）を築き、1960年代末までに満洲派＝金日成派独裁体制を完成させた。
1972年4月15日、金日成は還暦を迎えた。祝賀行事が盛大に催され、個人崇拝が強まると国外の懸念を生んだ。
12月27日に朝鮮民主主義人民共和国社会主義憲法が公布され、国家元首として国家主席の地位が新設されると、翌12月28日、金日成は国家主席に就任した。
新憲法では国家主席に権力が集中する政治構造となっており、金日成は朝鮮労働党総書記・国家主席・朝鮮人民軍最高司令官として党・国家・軍の最高権力を掌握し、独裁体制を確立した。
さらに1977年、金日成はマルクス・レーニン主義を創造的に発展させたとする「主体（チュチェ）思想」を国家の公式理念とした。

### 国家主席として

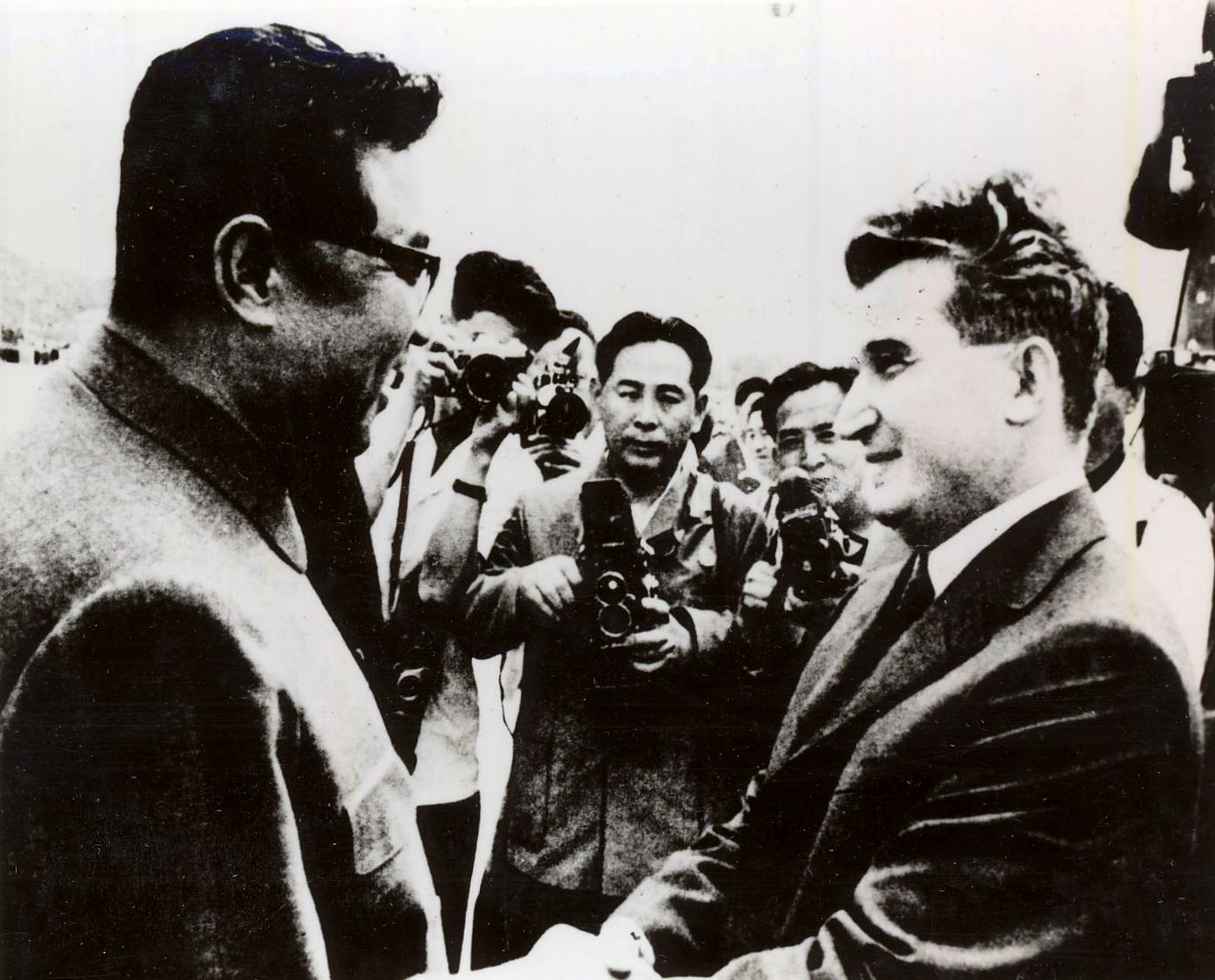
ニコラエ・チャウシェスクを迎える金日成（1971年）

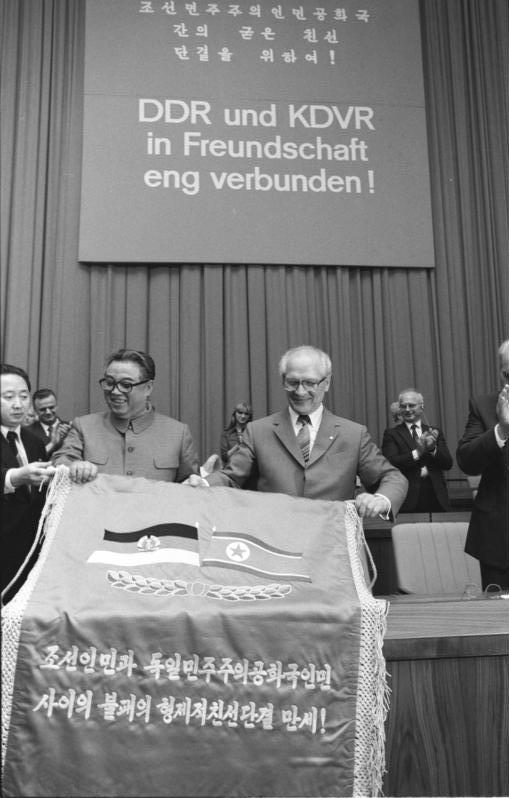
ドイツ民主共和国訪問の際、エーリッヒ・ホーネッカーと並ぶ金日成（1984年）

国家主席に就任した頃、金日成は諸外国との関係樹立に力を入れ、1972年4月から1973年3月までに49ヶ国と国交を結んだ。朝鮮半島の統一問題については、1972年5月から6月にかけて、南北のそれぞれの代表が互いに相手国の首都を訪れ、祖国統一に関する会談を持った。同年7月4日に統一は外国勢力によらず自主的に解決すること、武力行使によらない平和的方法を取ることなどを「南北共同声明」として発表した。しかし、対話は北朝鮮側から一方的に中断してしまった。
1977年7月3日、NHKの取材団が金日成へのインタビューを行い、7月13日に「金日成主席単独会見」として放送。
1980年代以降はそれまで頼みの綱だったソ連など共産圏からの援助が大きく減り、エネルギー不足が深刻になり、国内の食糧事情の悪化から大量の餓死者が出たと言われる。
1980年10月、第6回朝鮮労働党大会において金日成は「一民族・一国家・二制度・二政府」の下での連邦制という「高麗民主連邦共和国」創設を韓国側に提唱した。
1982年11月、錦繍山主席宮会議室で開かれた金日成、金正日、呉振宇、金仲麟の4名による秘密会議のなかで、金日成は「東京を火の海にするのがわれわれの任務」であると語った。これは、ソビエト連邦指導部のなかでもレオニード・ブレジネフが北朝鮮に攻撃兵器を渡すことに消極的であったのに対し、ユーリ・アンドロポフは第三次世界大戦勃発をも辞さない決意を北朝鮮に対し秘密電報で伝えてきたことを受けてのものであった。これに鼓舞された金日成は、韓国の後方基地にあたり、スパイ罪をもたない日本を軍事的に叩き、通常兵器で軍事的優位に立つ韓国を赤化しようと試みた。
1985年12月、北朝鮮は核拡散防止条約（NPT）に加盟。
1987年11月29日に起きた「大韓航空機爆破事件」は犯人の一人とされる金賢姫（キム・ヒョンヒ）の自白によって北朝鮮による犯行であるとされ、世界各国から北朝鮮という国に対する厳しい批判が強まった。
1991年4月19日には毎日新聞社訪朝団へのインタビューに応じた。
1991年9月17日には韓国と共に、国際連合に同時加盟する。
1991年10月5日に生涯最後の外遊である中国訪問で鄧小平から改革開放を迫られて帰国後の会議で羅津・先鋒経済貿易地帯の設置を決定する。
1991年12月6日、咸鏡南道の興南（フンナム）のマジョン公館で、韓国政府の許可なしに同年11月30日から中国政府が手配した北京首都国際空港経由で電撃訪朝していた統一教会（統一協会、世界基督教統一神霊協会）の教祖文鮮明と会談。金日成をサタンの代表として非難し、共産主義を神の敵として、その打倒に力を入れてきたことで有名な人物であるために世界を驚かせた（ただし、当時の統一教会は韓国大統領盧泰愚の北方外交に呼応して中国など共産圏で事業を手掛けており、北朝鮮との接触もその人脈から始まっている）。文鮮明はこの訪朝についてソ連東欧への「神主義」「頭翼思想」の布教や中国でのパンダ自動車事業を例に出して「私の勝共思想は共産主義を殺す思想ではなく、彼らを生かす思想、すなわち人類救済の思想」とする声明文を出した。会談では離散家族再会に取り組むこと、核査察を受けること、自由陣営国家からの投資を受け入れること、軍需産業を除外した経済事業に統一グループが参与すること、南北頂上会談を行うこと、金剛山開発の実地などについて合意した。文鮮明から35億ドル（約4400億円）もの支援を約束され、経済的な窮地を救われる。
1992年1月30日に北朝鮮政府は国際原子力機関（IAEA）の核査察協定に調印したが、早くも翌年3月には核拡散防止条約（NPT）を脱退し、1994年4月16日に金日成は西側メディアのインタビューで核開発を否定するも、1994年6月にはIAEAまで脱退して査察拒否を表明したため、核開発疑惑が強まった。これに危機感を覚えたアメリカは同年6月、元大統領ジミー・カーターを特使として北朝鮮へ派遣する。カーターとの会談で金日成は韓国大統領金泳三との南北首脳会談実施の提案を受け入れた。

### 後継者問題
経過は不明ながらも、結果として長男の金正日が党最高幹部の同意を得て後継者に指名された。後継者指名は秘密裏に行われ、後継者が選定されたことも長らく明らかにされなかった。しかし、公式に明らかにされる前から、新たな「単一の指導者」が選定されたことはいくつかのルートで確認されるに至った。金日成および北朝鮮指導部はスターリン型の「単一の指導者」が金日成の死後も必要だと考えていたと見られている。北朝鮮指導部は、金裕民『後継者論』（虚偽の出版元が記載されている）において、民族には首領（すなわち「単一の指導者」）が必要であるという立場からソ連と中華人民共和国の経験を失敗例として挙げるなど、同盟国を非難してまで早期に後継者を選定し育成する必要を説いていた。
金日成の首の後ろには1958年時点からコブがあり、しかも徐々に大きくなっていたため健康を心配する声も上がっていた。金日成が59歳とまだ若かった1971年時点で、金正日が後継者に指名された。北朝鮮指導部は現在に至るまで一度として「子息であるから」という論法で金正日後継を正当化したことはない。「子息であるから」という表現さえ人民に示したことがない。
後継者選定については
1. 継続革命が必要であるように首領には後継者が必要だ
2. 後継者には最も優秀な人物が就かなければならない
3. 後継者には最も首領に忠実な人物が就かなければならない

というプロパガンダを徐々に強めるばかりだった。金正日についても、あくまで上記3点を満たす人物として挙げるのみであり、「国内で、最も優秀で最も忠誠心に厚い」という理由で選ばれたことを強調しつづけた。
このプロパガンダのあり方は、世襲そのものを人民に対して正当化することは難しいと北朝鮮指導部が認識していたことを物語ると見る論者がいる。
金正日後継が、早期選定の必要から支配幹部の合意によって決まったことなのか、世襲を目的にして幹部の統制と粛清が行われたのかについては、意見が分かれている。しかし、現状ではこの論争を決定付ける情報を入手出来ない。NHK解説委員の高野洋は、スターリンの死後のスターリン批判や毛沢東をその後継者とされていた林彪が暗殺しようとした林彪事件が金日成に裏切らない身内への権力継承を決意させたと考えられているとしている。
また、三代の世襲も目的にしていたかは定かではないが、金日成は金正日と成蕙琳の結婚に反対したものの、後に娘と娘婿である金敬姫・張成沢夫妻のとりなしを受けて、初孫である金正男を可愛がり、1994年に訪朝した元アメリカ大統領ジミー・カーターにも「自分が一番愛する孫」と金正男を紹介している。また、金正日と後妻の高英姫の結婚にも反対し、その子の金正恩や金正哲が、平壌から離れた元山で生活させられ、金敬姫・張成沢夫妻によって面会も認められなかったのとは対照的に、誕生日を金日成によって直接祝われた金正男は、謂わば金日成・金正日と同じ長子であるがゆえに、金正日の後継者となりうる「皇太子」の地位が確定したと、当時の側近達は看做していた。

### 死去

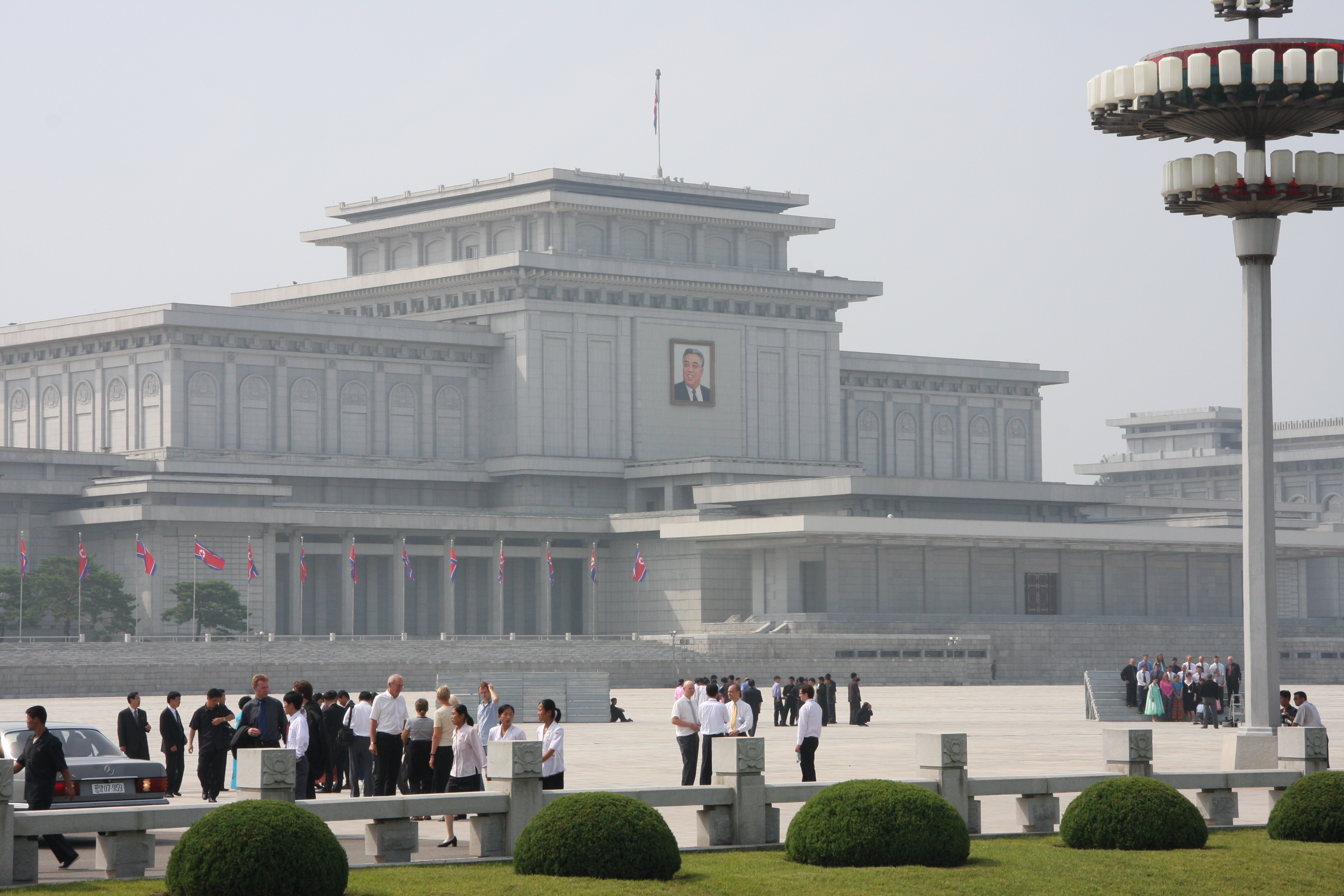
金日成と金正日の遺体が安置されている錦繍山太陽宮殿

金日成は1994年7月8日午前2時に平安北道香山郡香山官邸（北緯39度58分19秒 東経126度19分17秒 / 北緯39.97194度 東経126.32139度）で死去した。死亡時には首の後ろにあったコブが野球ボール大にまで大きくなっていた。北朝鮮政府の公式発表では香山官邸ではなく、平壌の錦繍山議事堂で死去したことになっている。
死去の数日前から金日成への独占インタビューの為、日本人ジャーナリストの中丸薫が北朝鮮へ入国している。どこから調べたのか、入国してからは宿泊していた高麗ホテルの電話が各国のメディア取材から鳴り止まなかったという。労働党幹部との調整で金日成の独占インタビューを7月11日に許可されていた。ところが7月7日になってインタビューの延期を示唆し始めたという。レストランでの支払い時に女性店員が泣きながら対応した為に異変に気づいたという。
北朝鮮政府は翌日の7月9日正午に朝鮮中央放送の「特別放送」で公式発表を行い、死因は執務中の過労による心筋梗塞と報じた。金日成は長く心臓病を患っており、さらに82歳と高齢であったことからも一般に病死は事実と見られている。
1994年には、息子の金正日が病気治療中であったため死亡までの間、様々な課題の解決に向けて金日成は自ら精力的な陣頭指揮に当たることになる。内政では低迷が続く経済を復活させるための農業指導と先鋒開発、外交面では一触即発ともいわれたアメリカとの関係を改善するために、大統領ビル・クリントンの密命を帯びた元大統領ジミー・カーターの招朝実現と直接交渉による局面打開が課題であった。一点を掴めば問題の核心とその解法が掴めるという彼特有の「円環の理論」に基づく賭けでもあったが、交渉の結果「米朝枠組み合意」を結ぶことで決着。さらには当時の韓国大統領金泳三との間で開催されることが決まっていた初の南北首脳会談の話題が持ち上がっており、彼の突然の死は世界に衝撃を与えた。
死去2日前の7月6日にも経済活動家協議会を召集。農業第一主義・貿易第一主義・軽工業第一主義を改めて提起。セメント生産が成否を握ると叱咤した上で、党官僚の形式主義を声を荒らげて非難しながら、やめていたはずの煙草を喫煙した後に寝室に入ったとの情報がある。
このため一部の北朝鮮ウォッチャーからは、金正日との対立や暗殺を疑う声が上がった。しかし米朝間の緊張が最高度に達した直後に米朝枠組み合意に決定的な役割を果した金日成を失うことは北朝鮮の政治体制にとっても金正日にとっても不利益でしかないため、暗殺説には根拠がほとんどない。また韓国の中央日報が「南北首脳会談に関し金正日と口論になり、その場で心臓発作を起こした」と報じたことに関し北朝鮮は激しく抗議した。なお、同日に金正日が金日成に会っていないことは主席府（錦繍山議事堂）責任書記・全河哲が残していた記録の上からも明らかである。
葬儀は国葬として金正日主導のもと7月11日に首都平壌で執り行われた。当日は北朝鮮全土から大勢の国民が集まり、朝鮮中央テレビでは人々が万寿台に集まり一斉に地面を叩きながら泣き崩れている様子が報じられた。その後遺体はエンバーミングが施され、錦繍山議事堂（主席宮殿）を改築した錦繍山太陽宮殿に安置された。
北朝鮮政府は国家として「三年の喪に服す」と宣言した。
1998年9月5日に行われた憲法改正によって「永久国家主席」（영원한 주석）に任じられる。
2000年の南北首脳会談で、息子の金正日は、晩年の金日成が、ソ連のクレムリン病院のペースメーカーを付けていたと述べた。ペースメーカーを付ければ、血液の凝集現象が現れ、急死の原因となる。そのため、西側諸国や中国ではアスピリンを服用することが多いが、ソ連からはそのような説明は受けず、「魚を食べるのがいい」といった従来の常識に従っていたのが間違いだったと述べた。

## 神格化とその変化
北朝鮮においては「偉大なる首領様」などの尊称の下に神格化され、個人崇拝されてきた。その一例として金日成による抗日パルチザン時代の活動について北朝鮮では学生用・人民用教材において「縮地法を使い、落ち葉に乗って大きな川を渡り、松ぼっくりで銃弾を作り、砂で米を作った」といった記述が行われていた。
しかし、2019年頃から変化が指摘されており、労働新聞の2019年3月の記事は孫である第3代最高指導者の金正恩が書簡で「もし偉大さを強調するなどといって、首領（最高指導者）の革命活動や風貌を神格化すれば、真実を隠すことにつながる」との考えを表したことを伝えた。2020年5月20日付の労働新聞も「縮地法の秘訣」と題した記事で抗日パルチザン時代の縮地法について霊的な技術を言ったものではないとして金日成・金正日時代の解釈とは異なる見解を伝えた。北朝鮮では、最高指導者に言及する際に独断で行うことはありえず、金正恩の意向が反映されているとみられる。
金日成の4月15日の誕生日は祝日（太陽節）とされたほか、死去した7月に哀悼週間を設けるなど死後も特別な敬意が払われてきた。しかしながら死亡30周忌を迎える2024年には、太陽節を他の呼称に読み替えたり、哀悼週間を一日に短縮するなど扱いに変化が見られつつある。

## 人物像
抗日の闘士として勇名を馳せたが、たとえ日本人であっても個人として信頼を置く人物に対しては友情を示し、もし同胞であったならば決して許されないような言動に対しても寛容な態度で対応することもあった。
金日成は終戦後も残留していた二人の日本人女性を家政婦として雇っていた。将来日本が共産主義になることを心配していた二人に彼は共産主義の優位性を説いて聞かせた。それにもかかわらず彼女たちが「天皇陛下のほうが好き」と正直に答えたので、説得することを諦め笑って受け流したエピソードが伝えられる。同様のエピソードは息子の金正日が料理人に日本人の藤本健二を雇い、家族的な付き合いをした例がある。
詩や歌が好きで、自ら作詞・作曲した歌や詩は数十篇にのぼる。最も有名な歌は「朝鮮の歌」である。この歌は日本の植民地時代に東北人民革命軍が歌っていたもので、1993年に普天堡電子楽団に所属していた歌手・全恵英によって再び復元された。彼が好んだ歌には「故郷歌」と「子守唄」がある。「故郷歌」は故郷について描いた内容であり、祖母の李寶益が愛唱していた歌である。金正日も幼少期に、祖母が歌うこの「故郷歌」を聞きながら育ったとされている。また、自然を詠んだ詩としては『妙香山の秋の日に』という詩があり、この詩は平安北道の妙香山の美しさを詠んだものである。この詩の内容は国際親善展覧館の内部に展示されている。また、金正日50歳の誕生日を祝って「白頭光明星賛歌」という詩を作ったこともある。この詩は漢文で書かれ、両江道三池淵郡の花崗岩の碑に刻まれている。
さらに書道作品も積極的に制作しており、朝鮮民主主義人民共和国に存在するいくつかの公共建築には金日成の直筆による看板が掲げられているのを見ることができる。金日成の直筆碑は黄海南道開城市にあり、住民の住む住宅にも表札を製作して配布されたことがある。彼の直筆が掲げられている建物としては「大同江旅館」や「金亨稷師範大学」、そして朝鮮の総合大学の一つである「金策工業総合大学」などがある。
特に金日成は日ごろから執務室で隙間時間を見つけて読書をする習慣を持っていた。韓国で出版された本まで読んでいたという。1989年、韓国の小説家・黄晳暎が文益煥牧師らと共に訪朝した際、金日成は黄晳暎の著作を感銘深く読んだとして、しばらく彼とその本の内容について討論を交わしたこともあった。金日成が好んだ本は、歴史書と文学書であった。

## 評価
李栄薫は、「中国共産党傘下の抗日聯軍に中隊長クラスの位で所属していた金日成と、彼の部下50名余りは、関東軍の追撃を受けて1941年には沿海州のソ連領に逃げ込み、同地で1945年の解放時まで過ごしていました」「戦争が終結する少し前、スターリンは沿海州にいた金日成をモスクワに呼び、彼がこれからさき朝鮮北部に作る自分の代理政府の責任者として適格であるかどうかをテストします。そしてスターリンは金日成に満足したようです。これにともない金日成はソ連軍の船に乗り、解放から1カ月後に元山港に帰ってきました」と説明したうえで、北朝鮮の歴史書『現代朝鮮歴史』（1983年）が「朝鮮の解放は金日成が組織し領導した栄光の抗日武装闘争の勝利がもたらした偉大な結実だった」と記述していることを「真っ赤なウソ」「深刻な捏造」「偽善の知性」として、北朝鮮の歴史書が歴然たる事実を国民を欺いているのは、北朝鮮社会に思想・学問の自由がなく、偽善の専制権力が君臨しているから、と批判している。
訪朝経験のある元アメリカ大統領ジミー・カーターは2009年11月、タイの新聞との会見で金日成を「大変聡明で鋭利な人物であった」と評している。
脱北した黄長燁元朝鮮労働党書記はフリージャーナリスト・山本皓一とのインタビューにおいて「金日成は自分の経歴を美化するなど俗物的な所はあったが、抗日パルチザン闘争などで苦労した経験があり人民の痛みもある程度わかっていた。ともかくも国民を飢え死にはさせなかった。現在の非民主主義的な体制を造り上げたのは金日成ではなく金正日である」と証言している。また、黄長燁は金日成は中国式の改革開放に肯定的な柔軟さを持っていたが、金正日は自己保身を優先して苦難の行軍を引き起こして経済を低迷させた責任があると証言しており、これは他の記録でも裏付けられている。

## 系譜
金氏　本貫は全州金氏。回顧録『世紀とともに』によると、「金膺禹の10代前の先祖金継祥が、全羅道から平安道へ移住してきた」という。金膺禹は、「朝鮮平壌中城里の出身で、生活苦から平壌の地主李平澤家の墓守をするために万景台に帰ってきた」という。金日成はその曽孫にあたる。
| 膺禹         |              |              |              |              |              |  |  |      |      |      |      |      |      |  |  |      |      |      |      |      |      |  |  |      |      |      |      |      |      |  |  |      |      |      |      |      |      |  |  |        |        |        |        |        |        |  |  |        |        |        |        |        |        |  |  |        |        |        |        |        |        |  |  |        |        |        |        |        |        |  |  |  |  |  |  |  |  |  |  |  |  |  |  |  |  |  |  |  |  |  |  |  |  |  |  |  |  |  |  |  |  |  |  |  |  |  |  |  |  |  |  |  |  |  |  |  |  |  |  |  |  |  |  |  |  |
|              |              |              |              |              |              |  |  |      |      |      |      |      |      |  |  |      |      |      |      |      |      |  |  |      |      |      |      |      |      |  |  |      |      |      |      |      |      |  |  |        |        |        |        |        |        |  |  |        |        |        |        |        |        |  |  |        |        |        |        |        |        |  |  |        |        |        |        |        |        |  |  |  |  |  |  |  |  |  |  |  |  |  |  |  |  |  |  |  |  |  |  |  |  |  |  |  |  |  |  |  |  |  |  |  |  |  |  |  |  |  |  |  |  |  |  |  |  |  |  |  |  |  |  |  |  |
| 輔鉉         |              |              |              |              |              |  |  |      |      |      |      |      |      |  |  |      |      |      |      |      |      |  |  |      |      |      |      |      |      |  |  |      |      |      |      |      |      |  |  |        |        |        |        |        |        |  |  |        |        |        |        |        |        |  |  |        |        |        |        |        |        |  |  |        |        |        |        |        |        |  |  |  |  |  |  |  |  |  |  |  |  |  |  |  |  |  |  |  |  |  |  |  |  |  |  |  |  |  |  |  |  |  |  |  |  |  |  |  |  |  |  |  |  |  |  |  |  |  |  |  |  |  |  |  |  |
|              |              |              |              |              |              |  |  |      |      |      |      |      |      |  |  |      |      |      |      |      |      |  |  |      |      |      |      |      |      |  |  |      |      |      |      |      |      |  |  |        |        |        |        |        |        |  |  |        |        |        |        |        |        |  |  |        |        |        |        |        |        |  |  |        |        |        |        |        |        |  |  |  |  |  |  |  |  |  |  |  |  |  |  |  |  |  |  |  |  |  |  |  |  |  |  |  |  |  |  |  |  |  |  |  |  |  |  |  |  |  |  |  |  |  |  |  |  |  |  |  |  |  |  |  |  |
|              |              |              |              |              |              |  |  |      |      |      |      |      |      |  |  |      |      |      |      |      |      |  |  |      |      |      |      |      |      |  |  |      |      |      |      |      |      |  |  |        |        |        |        |        |        |  |  |        |        |        |        |        |        |  |  |        |        |        |        |        |        |  |  |        |        |        |        |        |        |  |  |  |  |  |  |  |  |  |  |  |  |  |  |  |  |  |  |  |  |  |  |  |  |  |  |  |  |  |  |  |  |  |  |  |  |  |  |  |  |  |  |  |  |  |  |  |  |  |  |  |  |  |  |  |  |
| 亨稷（順川） | 亨稷（順川） | 亨稷（順川） | 亨稷（順川） | 亨稷（順川） | 亨稷（順川） |  |  |      |      |      |      |      |      |  |  |      |      |      |      |      |      |  |  | 亨禄 | 亨禄 | 亨禄 | 亨禄 | 亨禄 | 亨禄 |  |  | 亨権 | 亨権 | 亨権 | 亨権 | 亨権 | 亨権 |  |  | (女性) | (女性) | (女性) | (女性) | (女性) | (女性) |  |  |        |        |        |        |        |        |  |  |        |        |        |        |        |        |  |  |        |        |        |        |        |        |  |  |  |  |  |  |  |  |  |  |  |  |  |  |  |  |  |  |  |  |  |  |  |  |  |  |  |  |  |  |  |  |  |  |  |  |  |  |  |  |  |  |  |  |  |  |  |  |  |  |  |  |  |  |  |  |
| 亨稷（順川） | 亨稷（順川） | 亨稷（順川） | 亨稷（順川） | 亨稷（順川） | 亨稷（順川） |  |  |      |      |      |      |      |      |  |  |      |      |      |      |      |      |  |  | 亨禄 | 亨禄 | 亨禄 | 亨禄 | 亨禄 | 亨禄 |  |  | 亨権 | 亨権 | 亨権 | 亨権 | 亨権 | 亨権 |  |  | (女性) | (女性) | (女性) | (女性) | (女性) | (女性) |  |  |        |        |        |        |        |        |  |  |        |        |        |        |        |        |  |  |        |        |        |        |        |        |  |  |  |  |  |  |  |  |  |  |  |  |  |  |  |  |  |  |  |  |  |  |  |  |  |  |  |  |  |  |  |  |  |  |  |  |  |  |  |  |  |  |  |  |  |  |  |  |  |  |  |  |  |  |  |  |
|              |              |              |              |              |              |  |  |      |      |      |      |      |      |  |  |      |      |      |      |      |      |  |  |      |      |      |      |      |      |  |  |      |      |      |      |      |      |  |  |        |        |        |        |        |        |  |  |        |        |        |        |        |        |  |  |        |        |        |        |        |        |  |  |        |        |        |        |        |        |  |  |  |  |  |  |  |  |  |  |  |  |  |  |  |  |  |  |  |  |  |  |  |  |  |  |  |  |  |  |  |  |  |  |  |  |  |  |  |  |  |  |  |  |  |  |  |  |  |  |  |  |  |  |  |  |
| 成柱（日成） | 成柱（日成） | 成柱（日成） | 成柱（日成） | 成柱（日成） | 成柱（日成） |  |  | 哲柱 | 哲柱 | 哲柱 | 哲柱 | 哲柱 | 哲柱 |  |  | 英柱 | 英柱 | 英柱 | 英柱 | 英柱 | 英柱 |  |  | 永柱 | 永柱 | 永柱 | 永柱 | 永柱 | 永柱 |  |  | 元柱 | 元柱 | 元柱 | 元柱 | 元柱 | 元柱 |  |  | 昌柱   | 昌柱   | 昌柱   | 昌柱   | 昌柱   | 昌柱   |  |  | (女性) | (女性) | (女性) | (女性) | (女性) | (女性) |  |  |        |        |        |        |        |        |  |  |        |        |        |        |        |        |  |  |  |  |  |  |  |  |  |  |  |  |  |  |  |  |  |  |  |  |  |  |  |  |  |  |  |  |  |  |  |  |  |  |  |  |  |  |  |  |  |  |  |  |  |  |  |  |  |  |  |  |  |  |  |  |
| 成柱（日成） | 成柱（日成） | 成柱（日成） | 成柱（日成） | 成柱（日成） | 成柱（日成） |  |  | 哲柱 | 哲柱 | 哲柱 | 哲柱 | 哲柱 | 哲柱 |  |  | 英柱 | 英柱 | 英柱 | 英柱 | 英柱 | 英柱 |  |  | 永柱 | 永柱 | 永柱 | 永柱 | 永柱 | 永柱 |  |  | 元柱 | 元柱 | 元柱 | 元柱 | 元柱 | 元柱 |  |  | 昌柱   | 昌柱   | 昌柱   | 昌柱   | 昌柱   | 昌柱   |  |  | (女性) | (女性) | (女性) | (女性) | (女性) | (女性) |  |  |        |        |        |        |        |        |  |  |        |        |        |        |        |        |  |  |  |  |  |  |  |  |  |  |  |  |  |  |  |  |  |  |  |  |  |  |  |  |  |  |  |  |  |  |  |  |  |  |  |  |  |  |  |  |  |  |  |  |  |  |  |  |  |  |  |  |  |  |  |  |
|              |              |              |              |              |              |  |  |      |      |      |      |      |      |  |  |      |      |      |      |      |      |  |  |      |      |      |      |      |      |  |  |      |      |      |      |      |      |  |  |        |        |        |        |        |        |  |  |        |        |        |        |        |        |  |  |        |        |        |        |        |        |  |  |        |        |        |        |        |        |  |  |  |  |  |  |  |  |  |  |  |  |  |  |  |  |  |  |  |  |  |  |  |  |  |  |  |  |  |  |  |  |  |  |  |  |  |  |  |  |  |  |  |  |  |  |  |  |  |  |  |  |  |  |  |  |
| 正一（正日） | 正一（正日） | 正一（正日） | 正一（正日） | 正一（正日） | 正一（正日） |  |  | 萬一 | 萬一 | 萬一 | 萬一 | 萬一 | 萬一 |  |  | 成一 | 成一 | 成一 | 成一 | 成一 | 成一 |  |  | 平一 | 平一 | 平一 | 平一 | 平一 | 平一 |  |  | 英一 | 英一 | 英一 | 英一 | 英一 | 英一 |  |  | 清一   | 清一   | 清一   | 清一   | 清一   | 清一   |  |  | (女性) | (女性) | (女性) | (女性) | (女性) | (女性) |  |  | (女性) | (女性) | (女性) | (女性) | (女性) | (女性) |  |  | (女性) | (女性) | (女性) | (女性) | (女性) | (女性) |  |  |  |  |  |  |  |  |  |  |  |  |  |  |  |  |  |  |  |  |  |  |  |  |  |  |  |  |  |  |  |  |  |  |  |  |  |  |  |  |  |  |  |  |  |  |  |  |  |  |  |  |  |  |  |  |
| 正一（正日） | 正一（正日） | 正一（正日） | 正一（正日） | 正一（正日） | 正一（正日） |  |  | 萬一 | 萬一 | 萬一 | 萬一 | 萬一 | 萬一 |  |  | 成一 | 成一 | 成一 | 成一 | 成一 | 成一 |  |  | 平一 | 平一 | 平一 | 平一 | 平一 | 平一 |  |  | 英一 | 英一 | 英一 | 英一 | 英一 | 英一 |  |  | 清一   | 清一   | 清一   | 清一   | 清一   | 清一   |  |  | (女性) | (女性) | (女性) | (女性) | (女性) | (女性) |  |  | (女性) | (女性) | (女性) | (女性) | (女性) | (女性) |  |  | (女性) | (女性) | (女性) | (女性) | (女性) | (女性) |  |  |  |  |  |  |  |  |  |  |  |  |  |  |  |  |  |  |  |  |  |  |  |  |  |  |  |  |  |  |  |  |  |  |  |  |  |  |  |  |  |  |  |  |  |  |  |  |  |  |  |  |  |  |  |  |
|              |              |              |              |              |              |  |  |      |      |      |      |      |      |  |  |      |      |      |      |      |      |  |  |      |      |      |      |      |      |  |  |      |      |      |      |      |      |  |  |        |        |        |        |        |        |  |  |        |        |        |        |        |        |  |  |        |        |        |        |        |        |  |  |        |        |        |        |        |        |  |  |  |  |  |  |  |  |  |  |  |  |  |  |  |  |  |  |  |  |  |  |  |  |  |  |  |  |  |  |  |  |  |  |  |  |  |  |  |  |  |  |  |  |  |  |  |  |  |  |  |  |  |  |  |  |
| 正男         | 正男         | 正男         | 正男         | 正男         | 正男         |  |  | 正哲 | 正哲 | 正哲 | 正哲 | 正哲 | 正哲 |  |  | 正恩 | 正恩 | 正恩 | 正恩 | 正恩 | 正恩 |  |  | 仁剛 | 仁剛 | 仁剛 | 仁剛 | 仁剛 | 仁剛 |  |  | 成剛 | 成剛 | 成剛 | 成剛 | 成剛 | 成剛 |  |  |        |        |        |        |        |        |  |  |        |        |        |        |        |        |  |  |        |        |        |        |        |        |  |  |        |        |        |        |        |        |  |  |  |  |  |  |  |  |  |  |  |  |  |  |  |  |  |  |  |  |  |  |  |  |  |  |  |  |  |  |  |  |  |  |  |  |  |  |  |  |  |  |  |  |  |  |  |  |  |  |  |  |  |  |  |  |

## 家族
- 高祖父：金松齡（1810年 - 1899年3月12日）
- 高祖母：羅氏（1811年 - 1897年1月23日）
- 曽祖父：金膺禹（1848年旧暦6月17日 - 1878年旧暦10月4日）
- 曽祖母：李氏
- 祖父：金輔鉉（1871年旧暦8月19日 - 1955年新暦9月2日）
- 祖母：李寶益（1876年旧暦5月31日 - 1959年新暦10月18日）
- 父：金亨稷（1894年旧暦7月10日 - 1926年新暦6月5日）
- 母：康盤石（1892年旧暦4月11日 - 1932年新暦7月31日）
- いとこ：金永柱
- いとこ：金元柱（1926年 - 1957年6月27日）
- いとこ：金昌柱
- いとこ：金貞淑
- 次弟：金哲柱
- 末弟：金英柱
- 長男：金正日　幼名：有羅（ユーラ、김유라）、母金正淑
  - 孫（長男）：金正男（1971年5月10日 - 2017年2月13日）、母成恵琳
    - 曽孫（長男）：金綿率、母申正熙
    - 曽孫（次男）：金漢率（1995年6月16日 - ）、 母李惠慶
    - 曽孫（三男）：金ジミー（1997年 - ）、母李惠慶
    - 曽孫（長女）：金率姫（1998年 - ）、母李惠慶
    - 曽孫（男）：金東煥  、母崔惠理
    - 曽孫（女）：金現慶  、母徐英蘭

  - 孫（次男）：金正哲（1981年9月25日 - ）、母高英姫（在日朝鮮人帰還者）
  - 孫（三男）：金正恩（1984年1月8日 - ）、母高英姫（在日朝鮮人帰還者）
  - 孫（長女）：金恵敬、母洪一茜
  - 孫（次女）：金雪松、母金英淑
  - 孫（三女）：金英順、母金英淑
  - 孫（四女）：金与正、母高英姫
- 次男：金万一　幼名：修羅（シューラ、김슈라）、母金正淑
- 三男：金成一（1951年 - ）、母文成子
- 四男：金平一（1954年8月10日 - ）、母金聖愛
  - 孫：金仁剛
- 五男：金英一（1956年8月 - 2000年5月?）、母金聖愛
  - 孫：金成剛
- 六男：金清一、母金聖愛
- 長女：金敬姫（1946年5月30日 - ）、母金正淑
  - 孫：張琴松（1977年 - 2006年8月）
- 次女：金慶真（1952年 - ）、母金聖愛
- 三女?：金京一、母金聖愛
- この他にも「金ヒョン（金賢男とも）」（1972年-、母未詳（金日成の専属看護婦という））という男子がいるとの説がある[108]。消息は不明。
- 金日成のいとこ[109]に金貞淑がいる。貞淑の系譜は未詳。韓国国家情報院によると、1964年に社会主義労働青年同盟（金日成社会主義青年同盟）副委員長、1971年に朝鮮職業総同盟副委員長、1986年に「民主朝鮮」責任主筆、1982年からは最高人民会議代議員、2009年12月には対外文化連絡委員会委員長となったという。2010年2月、朝鮮中央放送は金正日の誕生日を記念した宴会について報じた際、貞淑を対外文化連絡委員長と紹介しており、同職在任が確認されている[110]。貞淑の夫は朝鮮労働党対南担当秘書の許錟（ホ・ダム、2010年当時既に故人）。夫婦で日成・正日親子側近として正日の権力世襲を支えた身内という。金正恩権力継承後の貞淑の動静は不明。対外文化連絡委員会は北朝鮮政府の外交部署の一つであり、北朝鮮外務省とともに朝鮮労働党国際部の指揮の下にある。北朝鮮と国交がある国家との外交を担当する外務省に対し、委員会は日本やアメリカ合衆国など北朝鮮と国交がない国家や民間人との外交活動を行う。朝鮮対外文化連絡協会とは別の組織。

## 主な著書
- 『祖国解放戦争』現代朝鮮研究会（訳）、青木書店、1953年8月1日。
- 「金日成選集 (김일성선집)」（1953年） - 上・下巻
  - 『金日成選集 第4 上』日本共産党中央委員会金日成選集翻訳委員会（訳）、日本共産党中央委員会出版部、1962年12月27日。
  - 『金日成選集 第4 下』日本共産党中央委員会金日成選集翻訳委員会（訳）、日本共産党中央委員会出版部、1964年5月15日。
  - 『金日成二巻選集 第1巻』日本共産党中央委員会金日成選集翻訳委員会（訳）、日本共産党中央委員会出版部、1966年8月30日。
  - 『金日成二巻選集 第2巻』日本共産党中央委員会金日成選集翻訳委員会（訳）、日本共産党中央委員会出版部、1966年11月25日。
- 『わが国での社会主義経済建設のために』外国文出版社、1958年12月10日。
- 「金日成著作集 (김일성저작집)」（1962年） - 全3巻
- 『わが国の社会主義農村問題にかんするテーゼ』在日本朝鮮人総聯合会中央常任委員会（訳）、在日本朝鮮人総聯合会中央常任委員会、1964年5月20日。
- 『現情勢とわが党の任務 : 朝鮮労働党代表者会議でおこなった報告』外国文出版社、1966年10月。
- 「進歩的民主主義について (진보적민주주의에 대하여)」
- 『チョソン民主主義人民共和国は、わが人民の自由と独立の旗じるしであり、社会主義・共産主義建設の強力な武器である』外国文出版社、1968年。
- 『マルクス・レーニン主義とプロレタリア国際主義の旗,反帝反米闘争の旗をたかくかかげて世界革命を促進しよう』外国文出版社、1969年。
- 『社会主義経済のいくつかの理論的問題について』外国文出版社、1969年。
- 『外国記者たちの提起した質問にたいする回答』外国文出版社、1970年。
- 『チョソン労働党第5回大会でおこなった中央委員会の活動報告 : 1970年11月2日』外国文出版社、1970年。
- 『南朝鮮革命と祖国の統一』金日成首相の著作集『南朝鮮革命と祖国の統一』翻訳委員会（訳）、未来社、1970年4月15日。
- 『国家活動のすべての分野で自主・自立・自衛の革命精神をいっそう徹底的に具現しよう』外国文出版社、1971年。
- 「金日成著作選集 (김일성저작선집)」（1971年）
- 『教育において社会主義教育学の原理を徹底的に具現することについて』外国文出版社、1973年。
- 『重要産業の国有化は自主独立国家建設の基礎』外国文出版社、1973年。
- 『チョソンの革命家はチョソンをよく知るべきである』外国文出版社、1973年。
- 『極左冒険主義路線を排撃し、革命的組織路線を貫徹しよう』外国文出版社、1973年。
- 『思想活動において教条主義と形式主義を一掃し主体を確立するために』外国文出版社、1973年。
- 『わが国における民主主義革命と社会主義革命のいくつかの経験について』外国文出版社、1973年。
- 『金日成主席談話集』読売新聞社、1973年6月10日。
- 『社会主義的教育論』金日成主席著作飜訳委員会（訳）、未来社、1973年9月9日。
- 『祖国統一への道』読売新聞社、1973年11月30日。
- 『外国記者の質問にたいする回答』外国文出版社、1974年。
- 『わが国社会主義農業の正しい運営のために』外国文出版社、1975年。
- 『わが革命におけるチュチェについて 1』外国文出版社、1975年。
- 『わが革命におけるチュチェについて 2』外国文出版社、1975年。
- 『抗日革命期著作選集』キム・イルソン主席著作翻訳委員会（訳）、三省堂、1975年9月9日。
- 『青年は代をついで革命をつづけなければならない』外国文出版社、1976年。
- 『朝鮮の自主的平和統一』キム・イルソン主席著作翻訳委員会（訳）、未来社、1976年4月15日。
  - 『朝鮮の自主的平和統一 増補版』キム・イルソン主席著作翻訳委員会（訳）、未来社、1980年5月25日。
- 『チョソン労働党第三回大会でおこなった中央委員会の活動報告』外国文出版社、1977年。
- 『青少年運動について』外国文出版社、1977年。
- 『非同盟運動はわれわれの時代の強大な反帝革命勢力である』外国文出版社、1977年。
- 『『読売新聞』編集局長一行とおこなった談話 : 1977年4月23日』在日本朝鮮人総聯合会中央常任委員会、1977年5月。
- 『チュチェ思想について』金日成主席著作翻訳委員会（訳）、雄山閣、1978年12月28日。
- 『農村テーゼの完全な実現のために』外国文出版社、1982年。
- 『わが革命におけるチュチェについて 3』外国文出版社、1982年。
- 『チュチェ思想と祖国統一』金日成労作翻訳委員会（訳）、雄山閣、1982年4月15日。
- 『高麗民主連邦共和国創立方案について』外国文出版社、1983年。
- 『社会主義における農業問題』金日成主席著作翻訳委員会（訳）、未来社、1984年7月20日。
- 『日本社会党代表団の朝鮮訪問にさいして』外国文出版社、1985年。
- 『戦争を防止し平和を守ることは人類に課された焦眉の課題』外国文出版社、1986年。
- 『朝鮮労働党建設の歴史的経験 : 金日成高級党学校の教職員,学生におこなった講義 1986年5月31日』外国文出版社、1986年。
- 『日朝友好のために』金日成主席著作翻訳委員会（訳）、チュチェ思想国際研究所、1986年8月15日。
- 『全世界の自主化のために』外国文出版社、1986年。
- 『南南協力を拡大発展させよう : 南南協力にかんする非同盟諸国閣僚級特別会議でおこなった祝賀演説 1987年6月9日』外国文出版社、1987年。
- 『ネパール記者協会委員長の質問にたいする回答』外国文出版社、1990年。
- 『わが国の社会主義の優位性をさらに強く発揮させよう』外国文出版社、1990年。
- 『世界の進歩的学生青年は平和と社会進歩のためにたたかおう』外国文出版社、1990年。
- 『共和国政権は真の人民の政権であり、人民大衆の統一団結の旗じるしである』外国文出版社、1990年。
- 『非同盟諸国のスポーツの発展のために』外国文出版社、1990年。
- 『革命家の一生はたたかいにはじまり、たたかいに終わらなくてはならない』外国文出版社、1990年。
- 『3大革命を力強く展開して社会主義建設をいっそう促進しよう』外国文出版社、1991年。
- 『わが民族の大団結をなしとげよう』外国文出版社、1991年。
- 『共同通信社社長の質問に対する回答 : 1991年6月1日』外国文出版社、1991年。
- 『外国記者の質問にたいする回答 3』外国文出版社、1991年。
- 『岩波書店社長の質問にたいする回答 : 1991年9月26日』外国文出版社、1991年。
- 『『毎日新聞』編集局長の質問にたいする回答』外国文出版社、1991年。
- 『社会主義建設における青年の任務について』外国文出版社、1991年。
- 『自由で平和な新しい世界のために』外国文出版社、1991年。
- 『アメリカの「ワシントン・タイムズ」記者団の質問にたいする回答』外国文出版社、1992年。
- 『人民大衆の役割を高めるのは自主偉業の勝利の保障』外国文出版社、1992年。
- 『北と南が力を合わせて国の平和と統一の道を開いていこう』外国文出版社、1992年。
- 『『朝日新聞』編集局長の質問にたいする回答』外国文出版社、1992年。
- 『祖国統一のための全民族大団結10大綱領』外国文出版社、1993年。
- 『青年は党の指導にしたがい、チュチェの革命偉業をりっぱに完成させよう』外国文出版社、1993年。
- 『非同盟諸国の情報は人民の自主偉業に寄与すべきである』外国文出版社、1993年。
- 『党細胞の5大任務』外国文出版社、1994年。
- 『少年団員はわが党に忠孝をつくすりっぱな人になろう』外国文出版社、1994年。
- 『社会主義農村テーゼの旗のもとに農村問題を最終的に解決するために』外国文出版社、1994年。 「世紀とともに (세기와 더불어)」（1994年） - 全8巻
- 「金日成全集 (김일성전집)」（2012年） - 全100冊

## 別人説
日本統治下の朝鮮半島において、抗日独立運動に挺身する「キム・イルソン将軍」の伝説があったことには、多くの証言がある。キム・イルソン将軍について巷では、「日本陸軍士官学校を出ている」「義兵闘争のころから1920年代まで活躍した」「縮地の法を使い、白馬に乗って野山を駆けた」「白頭山を根城にして日本軍と戦った」などと言われていた。2016年10月、金日成とされた「金顕忠」が旧大日本帝国陸軍士官学校出身だったことが判る卒業生名簿が発見・公表された。抗日運動では「金光瑞」などと名乗ったとされる。
金日成が初めて北朝鮮の民衆の前に姿を現したとき、「若すぎる」「朝鮮語がたどたどしい」という声があがった。南朝鮮を信託統治していたアメリカ軍は、1948年8月1日に作成した資料で、金成柱が抗日闘士として名を挙げた「金日成」の名を騙っているとしている。金成柱が伝説を利用して「金日成」と名乗っただろうということについては、『金日成と満州抗日戦争』において、別人説を否定した和田春樹も認めている。別人説は、金日成が伝説を剽窃したことによって出てきたものであり、伝説のモデルが実在する可能性は高い。伝説のモデルについての探索と、金日成のパルチザン活動の実体については、別個に考える必要がある。
キム・イルソン将軍については、李命英が『金日成は四人いた』において述べている4人の人物のうち、義兵時代から白頭山で活躍したという同音の金一成と、陸士出身で白馬に乗って活躍した金擎天が、生まれた年がともに1888年、出身地も同じ咸鏡南道であること、また二人とも1920年代後半以降の消息が知れず謎につつまれていたことなどから、混同されて生まれたものではないか、と佐々木春隆は推測している。
普天堡の事件によって、東北抗日聯軍第六師長である金日成の正体について多くの伝聞が飛び交った。彼を27歳で平壌近郊出身とするもの、36歳の人物だとするもの、陸士卒業生だとするものなどである。また、普天堡襲撃に関与した者が逮捕されたときの供述が事前の情報と矛盾することから、普天堡襲撃を行った東北抗日聯軍第六師長・金日成と、後にソ連軍政下で有力指導者として登場した金日成とは別人ではないかと疑われている。これに対する和田春樹などによる反論もある。
諱は初め聖柱のち成柱と改める。父亨稷は順川と号し、鴨緑江の北岸で「順川医院」という漢方薬商を営み、アヘンの密売などで一時は裕福だったが、1926年6月5日共産主義者の朝鮮人に暗殺されたという。その後母は中国人の警察隊隊長の妾になる。のちに中国共産党系の馬賊の一員となり、一星（イルソン）を名乗る。ソ連軍に担がれて北朝鮮入りする際に、伝説の英雄金日成の名をそのまま借用した。本物の金日成は、1937年9月に日満の警察隊と交戦し射殺される。
元抗日パルチザンの多くが、現在の金日成は別人だと生前証言したという話もある。抗日パルチザンで名を知られた金日成は1900年代初頭に活動した人で、現在の金日成が生まれた1912年には、成人を過ぎていたとされるものである。
また、金日成が朝鮮戦争中に連合軍側に狙撃され戦死した、若しくは事故死したという説が朝鮮戦争中の韓国で広まった。しかし、この時期は金日成が一族を伴って、中国領の吉林に逃げ込んだという話がある。そのため、息子で後に朝鮮労働党の総書記となる金正日は吉林の小学校に通っていたとされている。

## 登場する作品
テレビドラマ
- 『第1共和国』（1981年、MBC  - クク・チョンファン）
- 『黎明のその日』（1990年、 KBS -  チョン・グァンリョル）
- 『第4共和国』（1995年、MBC - チュ・ヒョン）
- 『ソウル1945』（2006年、 KBS - パク・チョルホ）
- 『大韓民国政治秘史』（2013年、 MBN -  キム・ヨンイン）

映画
- 『22年目の記憶』（2014年 - ソル・ギョング）南北首脳会談のリハーサルの金日成の代役「キム・ソングン」として登場。
- 『オペレーション・クロマイト』（2016年 - イ・ウォンジョン）